# Cristià III del Palatinat-Zweibrücken-Birkenfeld
Cristià III del Palatinat-Zweibrücken-Birkenfeld (Estrasburg, 7 de novembre de 1674 - Zweibrücken, 3 de febrer de 1735) fou comte de Rappolstein. Era fill del duc de Cristià II (1637 - 1717) i de Caterina Àgata de Rappoltstein (1648 - 1683). El 1699 va ser nomenat pel seu pare comte de Rappoltstein, i el 1717 el va succeir també en el govern del territori que heretà. El 1731 va heretar el ducat de Zweibrücken de Gustau Samuel Leopold de Zweibrücken i va decidir canviar el nom de les seves possessions adoptant el de Palatinat-Birkenfeld-Zweibrücken. Va ser, doncs, comte palatí de Birkenfeld i de Birkenfeld-Bischweiler de 1715 a 1735, així com duc del Palatinat-Birkenfeld-Zweibrücken de 1731 a 1735. Va començar la seva carrera a l'exèrcit francès el 1697 i es va fer càrrec del regiment d'Alsàcia. El 1702 es va convertir en el mariscal de camp i el 1704 va ser ascendit a tinent general. Militarment, va destacar a la batalla d'Oudenaarde. Després de la mort del seu pare el 1717 va deixar l'exèrcit.

## Matrimoni i fills
El 21 de setembre de 1719, es va casar al castell de Lorenzen, a Nassau, amb la comtessa Carolina de Nassau-Saarbrücken (1704 - 1774), filla de Lluís de Nassau Saarbrücken (1663 - 1713) i de Felipa Enriqueta de Hohenlohe-Langenburg (1679 - 1751). El matrimoni va tenir quatre fills:
- Enriqueta Carolina (1727 - 1774), casada amb Lluís IX de Hessen-Darmstadt (1719 - 1790).
- Cristià IV (1722 - 1775), casat amb Joana Camasse (1734 - 1807).
- Frederic (1724 - 1767) casat amb Francesca del Palatinat-Sulzbach (1724-1794).
- Cristina (1725 - 1816), casada amb Carles de Waldeck (1704-1763).